# Bailingmiao
Bailingmiao är en köping i Kina. Den ligger i den autonoma regionen Inre Mongoliet, i den norra delen av landet, omkring 140 kilometer nordväst om regionhuvudstaden Hohhot.
Runt Bailingmiao är det mycket glesbefolkat, med 5 invånare per kvadratkilometer. Trakten runt Bailingmiao består i huvudsak av gräsmarker.
Genomsnittlig årsnederbörd är 392 millimeter. Den regnigaste månaden är juli, med i genomsnitt 90 mm nederbörd, och den torraste är januari, med 1 mm nederbörd.